# Marianowo (Sompolno)
Pour les articles homonymes, voir Marianowo.
Marianowo (prononciation : [marjaˈnɔvɔ]) est un village polonais de la gmina de Sompolno dans le powiat de Konin de la voïvodie de Grande-Pologne dans le centre-ouest de la Pologne.
Il se situe à environ 8 kilomètres au sud-ouest de Sompolno (siège de la gmina), à 17 kilomètres au nord-est de Konin (siège du powiat) et à 103 kilomètres à l'est de Poznań (capitale régionale).
Le village possédait une population de 389 habitants en 2009.

## Histoire
De 1975 à 1998, le village faisait partie du territoire de la voïvodie de Konin.

Depuis 1999, Marianowo est situé dans la voïvodie de Grande-Pologne.